# Maria Diomira Serri
Maria Teresa Serri (řeholním jménem: Marie Diomira od Vtěleného Slova; 23. února 1708 Janov – 14. ledna 1768 Fanano) byla italská řeholnice, klariska-kapucínka a mystička

## Život
Narodila se 23. února 1708 v Janově jako dcera švýcarského gardisty Hanse Schwery a Thérèse Curty. Její otec používal upravený tvar svého jména: Giovanni Serri. Při pobytu ve Friburgu přijala první svaté přijímání.
Vzdělání získala od mnišek benediktinek v Pise, kam se její rodina přestěhovala. Od mladého věku se věnovala péči o nemocné a umírající. Činila pokání trýzněním svého těla. Podle tradice ve 22 letech přijala stigmata.
Chtěla vstoupit do kláštera klarisek-kapucínek v Città di Castello, ale nakonec vstoupila do kláštera ve Fananu. Dne 5. října 1730 započala noviciát a 1. listopadu přijala řeholní hábit. O tři roky později složila své řeholní sliby a obdržela řeholní jméno Marie Diomira od Vtěleného Slova. V tomto období prosila Boha za osvobození duší z očistce. Podle jejího svědectví tak Bůh učinil a osvobodil mnoho duší, z nichž většina patřila k řádu svatého Františka. Mezi osvobozenými dušemi byla i velkovévodkyně Violante Beatrice Bavorská.
Později se stala abatyší. Byla vždy disciplinovanou a poslušnou řeholnicí. Zemřela 14. ledna 1768.

## Proces svatořečení
Proces byl zahájen 21. prosince 1901 v arcidiecézi Modena-Nonantola s udělením titulu Ctihodné.